# Sam Burns
Samuel 'Sam' Holland Burns (Shreveport, 23 juli 1996) is een golfprofessional uit de Verenigde Staten die speelt op de PGA Tour.

## Amateur
Tijdens zijn middelbare school werd hij drie keer individueel staatskampioen van Louisiana, en in 2014 werd door de Amerikaanse Junior Golf Association uitgeroepen tot AJGA Rolex Junior Player of the Year.
Burns speelde vervolgens aan de Louisiana State University golf, waar hij vier toernooien won. Voor het seizoen 2016-17 werd Burns uitgeroepen tot Jack Nicklaus National Player of the Year in de hoogste Amerikaanse golfdivisie (NCAA Division I).
Als amateur kwalificeerde hij zich in 2017 voor het PGA Tour-toernooi Barbasol Championship. Op dit toernooi behaalde hij een gedeelde zesde plaats in de eindstand.

## Professional
In oktober 2017 maakte Burns zijn debuut als professional op de PGA Tour in het Sanderson Farms Championship, waar hij als gedeeld 43e eindigde. Een week later speelde hij ook op het Shriners Hospitals for Children Open en finishte hij als twintigste. Nadat hij had deelgenomen aan het Web.com Tour Qualifying Tournament verdiende Burns een gegarandeerde plek voor de eerste 12 Web.com Tour-evenementen van het seizoen 2018 met zijn tiende plaats in de eindstand. In dat seizoen behaalde Burns zijn eerste professionele overwinning op het Savannah Golf Championship van de Web.com Tour. Aan het einde van het Web.com Tour-seizoen verwierf een plaats op de PGA Tour.
Burns speelt sinds het begin van het seizoen 2018-19 op de PGA Tour. In februari 2021 eindigde hij solo op de derde plaats in het Genesis Invitational. In mei 2021 won Burns met het Valspar Championship zijn eerste overwinning op de PGA Tour. Burns schoot een laatste ronde 68 om met drie slagen voorsprong te winnen van Keegan Bradley. Twee weken later eindigde Burns tweede tegen K.H. Lee op de AT&T Byron Nelson. Op 3 oktober 2021 won Burns zijn tweede PGA Tour-titel op het Sanderson Farms Championship.
In 2022 verdedigde Burns zijn titel op het Valspar Championship na een play-off, en twee maanden later won Burns ook de Charles Schwab Challenge na het maken van een 38-voet birdie putt in een play-off tegen Scottie Scheffler. Burns kwam terug van een achterstand van zeven slagen om te winnen, en evenaarde daarmee het record van Nick Price in 1994 van de grootste comeback in een laatste ronde om te winnen op de Colonial Country Club.
In maart 2023 won Burns de WGC-Dell Technologies Match Play door Cameron Young met 6 & 5 te verslaan in de kampioenswedstrijd. In september 2023 werd Burns door Zach Johnson geselecteerd voor de Ryder Cup, waar hij met Amerikaanse team verloor van Team Europa.

## Gewonnen toernooien

### PGA Tour
- Valspar Championship (2021, 2022)
- Sanderson Farms Championship (2021)
- Charles Schwab Challenge (2022)
- WGC-Dell Technologies Match Play (2023)

### Web.com Tour
- Savannah Golf Championship (2018)